# Piper dipterocarpinum
Piper dipterocarpinum är en pepparväxtart som beskrevs av C. Dc.. Piper dipterocarpinum ingår i släktet Piper och familjen pepparväxter. Inga underarter finns listade i Catalogue of Life.